# Brodaczka nadobna
Brodaczka nadobna (Usnea florida (L.) Weber ex F.H. Wigg.) – gatunek grzybów z rodziny tarczownicowatych (Parmeliaceae). Ze względu na współżycie z glonami zaliczany jest do porostów. 

## Systematyka i nazewnictwo
Pozycja w klasyfikacji według Index Fungorum: Usnea, Parmeliaceae, Lecanorales, Lecanoromycetidae, Lecanoromycetes, Pezizomycotina, Ascomycota, Fungi.
Niektóre synonimy naukowe:
- Lichen floridus L. 1753
- Parmelia florida (L.) Spreng. 1827
- Usnea barbata subsp. florida (L.) Vain. 1890
- Usnea barbata var. florida (L.) Fr.

Nazwa polska według Krytycznej listy porostów i grzybów naporostowych Polski. 

## Morfologia
Ma plechę krzaczkowatą, widełkowato albo nieregularnie rozgałęzioną, zwisającą, z jednym centralnym, zaczernionym uczepem. Plecha ma barwę szarą lub jasnozieloną, osiąga do 8 cm wysokości, a jej grubsze gałązki główne grubość do 1,5 mm. Gałązki główne są jednakowo grube na całej swojej długości, cieńsze są dopiero same ich końce. Są sztywne, proste, lub nieco pogięte, rzadko podzielone. Mają obły przekrój poprzeczny, a powierzchnię w całości pokrytą dużymi, nieco wydłużonymi lub półkulistymi brodawkami. Na gałązkach głównych licznie, prostopadle i w dość równych odstępach wyrastają proste lub nieco zagięte gałązki boczne. Osiągają długość do 2 cm, a  najdłuższe z nich jeszcze raz się dzielą. Plecha zawiera glony protokokkoidalne.
Zazwyczaj na końcach wszystkich grubszych gałązek występują tarczkowate owocniki o średnicy 0,5–1 cm. Mają brudnocieliste i nieco przyprószone tarczki. W jednym worku powstaje 8 jednokomórkowych, bezbarwnych owocników o rozmiarach 9 × 7–8 μm. Urwistków brak.

## Występowanie i siedlisko
Występuje na wszystkich kontynentach z wyjątkiem Antarktydy. W Polsce dawniej była dość rzadko spotykana w niższych położeniach górskich, oraz na niżu w dużych kompleksach leśnych. Obecnie jest bardzo rzadka. Znajduje się na Czerwonej liście roślin i grzybów Polski. Ma status CR – gatunek krytycznie zagrożony. W Polsce podlega ścisłej ochronie gatunkowej.
Rośnie na korze drzew liściastych i iglastych: dąb, klon, brzoza, buk, jodła, modrzew, świerk, sosna. 
Według niektórych autorów (twierdzą to na podstawie badań genetycznych) wyróżniana do tej pory i stosunkowo pospolita brodaczka kędzierzawa Usnea subfloridana to w rzeczywistości jedynie płone (nie wykształcające owocników) stadium brodaczki nadobnej. Oznacza to, że gatunek ten nie jest zagrożony, a jedynie rzadko występują jego owocnikujące plechy.